# Distretto di Gołdap
Il distretto di Gołdap (in polacco powiat gołdapski) è un distretto polacco appartenente al voivodato della Varmia-Masuria.

## Geografia antropica

### Suddivisioni amministrative
Il distretto comprende 3 comuni.
- Comuni urbano-rurali: Gołdap
- Comuni rurali: Banie Mazurskie, Dubeninki